# Collepardo
Collepardo är en ort och kommun i provinsen Frosinone i regionen Lazio i Italien. Kommunen hade 931 invånare (2018).